# ریویا فوکوشیما
ریویا فوکوشیما (ژاپنی: 福島 立也؛ زادهٔ ۵ سپتامبر ۱۹۹۶) یک بازیکن فوتبال اهل ژاپن است.
از باشگاه‌هایی که در آن بازی کرده‌است می‌توان به باشگاه فوتبال کاگوشیما یونایتد اشاره کرد.